# Rozenn Milin
Pour les articles homonymes, voir Milin.
Rozenn Milin est une journaliste et historienne française, née le 30 avril 1960 à Lannilis.
Elle est engagée dans la sauvegarde de la diversité culturelle et particulièrement linguistique.

## Biographie

### Enfance et formation
Elle naît en 1960 à Lannilis.
Rozenn Milin a vécu à Plouguin dans la campagne léonarde dans une famille de bretonnants,.

### Carrière
Rozenn Milin participe à la création de Radio Bretagne Ouest.
En 1983, Michel Le Bris l'embauche comme speakerine bilingue sur France 3.
Rozenn Millin devient la directrice générale de TV Breizh en 2000.
De 2004 à 2006, elle est attachée audiovisuelle à l’ambassade de France à Pékin, chargée du cinéma, de la radio, de la télévision et des industries numériques,.
De retour en France à l'automne 2006, elle élabore un projet de sauvegarde des langues en danger à travers le monde. En janvier 2008, le projet est repris par la Fondation Chirac et prend le nom de Sorosoro. Des équipes de tournage filment sur les 5 continents les langues et cultures menacées de disparition, en collaboration avec des chercheurs, linguistes et anthropologues. Une partie des données collectées est mise en ligne à destination du grand public sur le site Internet de l'association. La fondation Chirac cesse de financer le programme en janvier 2012.
De 2012 à 2021, elle est associée au sein de la société de production audiovisuelle Bo Travail ! C'est dans ce cadre qu'elle produit et réalise en 2013 une série de programmes pour Arte sur les langues en danger en Afrique, une série intitulée "Ces langues qui ne veulent pas mourir".
En 2022, elle soutient une thèse intitulée Du sabot au crâne de singe : histoire, modalités et conséquences de l'imposition d'une langue dominante : Bretagne, Sénégal et autres territoires,.
En 2023, elle est élue présidente du Conseil culturel de Bretagne. Elle en démissionne en janvier 2024, la suite d'une crise interne au Conseil sur les relations à entretenir avec la Région.
En 2025, elle présente des conférences sur l'imposition du français en lieu et place des langues locales,,,,.

## Publications
- Rozenn Milin, Questions d'identité : Pourquoi et comment être Breton ?, Editions Bo travail !, octobre 2015, 208 p. (ISBN 2955343609)
- Rozenn Milin, La honte et le châtiment. : L'imposition du français : Bretagne, France, Afrique et autres territoires, Éditions Champ Vallon, 2025, 384 p. (ISBN 979-10-267-1268-8)